# De ville en ville
EPs par Claude François
Maman Chérie
(mars 1964) Donna Donna
(octobre 1964)
De ville en ville est un EP (super 45 tours) enregistré par Claude François en juillet 1964.
L'orchestre de Christian Chevallier accompagnait l'artiste lors de ses enregistrements.
La chanson J'y pense et puis j'oublie a été écrite à la suite de la rupture entre Claude François et Janet Woollacott en 1961.

## Liste des titres
| 1. | De ville en ville (Little Loving)              | Claude François, Russell Alquist | 2:29 |
| 2. | J'y pense et puis j'oublie (It Comes and Goes) | Claude François, Bill Anderson   | 2:21 |

| 3. | La ferme du bonheur (Mockin' Bird Hill) | Vline Buggy, René Rouzaud, Vaughn Horton  | 3:12 |
| 4. | Dis-moi quand ? (Tell Me When)          | Claude François, Geoff Stephens, Les Reed | 2:18 |